# TSV 1874 Kottern
Der TSV 1874 Kottern (auch TSV Kottern-St. Mang) ist ein Sportverein aus dem Kemptener Stadtteil Kottern/Sankt Mang. Der Verein wurde ursprünglich als Turnverein gegründet. Heute verfügt der Verein über weitere Abteilungen für Basketball, Eishockey, Fußball, Handball, Volleyball, Schach, Ringen, Leichtathletik, Jiu Jitsu, Karate und Tennis.

## Fußball
Der Verein stieg 1953 in die 1. Amateurliga Südbayern auf, in der er sich sechs Jahre hielt. Nach Abstieg 1959 gelang der sofortige Wiederaufstieg und es folgten weitere drei Saisonen in der 1. Amateurliga. In der Saison 2012/13 spielte der Verein in der fünftklassigen Bayernliga, stieg am Saisonende jedoch als Tabellenletzter in die Landesliga Bayern Südwest ab. 2015 gelang die Rückkehr in die Bayernliga.

## Eishockey
1951 entstand beim TSV Kottern die erste Eishockeymannschaft in Kempten und erreichte 1965/66 die Meisterschaft in der Kreisliga Gruppe IV. 1976 gewann das Team die bayerische Landesligameisterschaft (Natureis). Ab 1978 firmierte das Team unter EA Kempten-Kottern, spielte ab 1979 in der Regionalliga Süd, ab 1981 in der 2. Liga Süd. Im Sommer 1983 trennte sich die Eishockeyabteilung vom TSV Kottern und wurde unter dem Namen EA Kempten ein eigenständiger Verein. Beim TSV Kottern blieb eine Amateurmannschaft erhalten. Nach dem Ende des Spielbetriebs bei der EAK war ab 2004 die Eishockeyabteilung wieder beim TSV Kottern bis zu deren Auflösung im Jahr 2007.

## Handball
Die SG Kempten/Kottern, eine aus dem TSV 1864 Kottern und dem TV Kempten bestehende Spielgemeinschaft, nimmt derzeit mit zwei Herrenmannschaften, einem Damenteam und zwölf Nachwuchsmannschaften am Spielbetrieb des Bayerischen Handballverbandes (BHV) teil. Die erste Herrenmannschaft spielt 2022/23 in der sechstklassigen Bezirksoberliga Alpenvorland und das Damenteam in der Bezirksklasse. 
Erfolge
| - Aufstieg in die Oberliga 2024 - Aufstieg in die Landesliga (5. Liga) 2016 - Alpenvorlandmeister 2016, 2024 | - Alpenvorland-Vizemeister 2019 - Meister Bezirksliga 2014 |

### Spielerpersönlichkeit
- Stefan Salger (Bundesligaspieler)
- Elmar Romanesen (Bundesligaspieler)